# Lutz Siebrecht
Lutz Siebrecht (Geislingen an der Steige, 26 ottobre 1967) è un allenatore di calcio ed ex calciatore tedesco, di ruolo centrocampista.

## Carriera

### Giocatore
Ha giocato per due stagioni in Bundesliga nelle file del Waldhof Mannheim.

### Allenatore
È assistente del tecnico Markus Gisdol. Il 1º marzo 2022 si dimette insieme a Gisdol dalla guida del Lokomotiv Mosca motivando la scelta come conseguenza dell'aggressione della Russia contro l'Ucraina.